# Dvorce
Dvorce je naselje u Općini Brežice u istočnoj Sloveniji. Dvorce se nalazi u pokrajini Dolenjskoj i statističkoj regiji Donjoposavskoj. 

## Stanovništvo
Prema popisu stanovništva iz 2002. godine Dvorce je imalo 124 stanovnika.

### Etnički sastav
1991. godina:
- Slovenci: 101 (99%)
- nepoznato: 1 (1%)

## Vanjske poveznice
- Satelitska snimka naselja  Arhivirana inačica izvorne stranice od 29. srpnja 2017. (Wayback Machine)